# ستیزه‌جویان (فیلم ۱۹۸۶)
ستیزه‌جویان (انگلیسی: The Defiant Ones) یک تله‌فیلم درام جنایی به کارگردانی دیوید لوول ریچ است که در سال ۱۹۸۶ منتشر شد. این تله‌فیلم بازسازی فیلم دیگری به همین، محصول سال ۱۹۵۸ بود. 

## گزیدهٔ بازیگران
- رابرت یوریک
- کارل ودرز[۲][۳]
- اد لاتر
- بری کوربین
- ویلیام ساندرسون
- ویل ویتون